# Jaroslav Ševčík
Jaroslav Ševčík (* 15. května 1965) je bývalý český hokejový útočník.

## Hokejová kariéra
V československé lize hrál za TJ Zetor Brno a Dukla Trenčín. Odehrál 5 ligových sezón, nastoupil ve 129 ligových utkáních, dal 19 gólů a měl 17 asistencí. Do NHL byl draftován v roce 1987 jako 177. v pořadí v 9. kole týmem Quebec Nordiques, za který nastoupil v NHL v sezóně 1989/1990 ve 13 utkáních. V zámoří dále působil v AHL v týmech Fredericton Express a Halifax Citadels. V roce 1983 reprezentoval Československo na Mistrovství Evropy juniorů v ledním hokeji 1983, kde tým skončil na 3. místě a v roce 1985 reprezentoval Československo na Mistrovství světa juniorů v ledním hokeji 1985, kde tým skončil na 2. místě. Po návratu ze zámoří působil v Evropě v Nizozemsku, Rakousku, Švýcarsku, Německu a v Anglii.

## Klubové statistiky
| Sezona    | Klub                      | Soutěž  | Základní část | Základní část | Základní část | Základní část | Základní část | Play off | Play off | Play off | Play off | Play off |
| Sezona    | Klub                      | Soutěž  | Z             | G             | A             | B             | TM            | Z        | G        | A        | B        | TM       |
| --------- | ------------------------- | ------- | ------------- | ------------- | ------------- | ------------- | ------------- | -------- | -------- | -------- | -------- | -------- |
| 1982/1983 | TJ Zetor Brno             | 1. liga | 3             | 0             | 0             | 0             | 0             | -        | -        | -        | -        | -        |
| 1983/1984 | TJ Zetor Brno             | 1. liga | 42            | 2             | 4             | 6             | 24            | -        | -        | -        | -        | -        |
| 1984/1985 | Dukla Trenčín             | 1. liga | 31            | 3             | 3             | 6             | 6             | -        | -        | -        | -        | -        |
| 1984/1985 | VTJ Topoľčany             | 2. liga | 6             | 2             | 1             | 3             | 4             | -        | -        | -        | -        | -        |
| 1985/1986 | Dukla Trenčín             | 1. liga | 21            | 0             | 2             | 2             | 14            | -        | -        | -        | -        | -        |
| 1986/1987 | TJ Zetor Brno             | 1. liga | 42            | 14            | 9             | 23            | 14            | -        | -        | -        | -        | -        |
| 1987/1988 | Fredericton Express       | AHL     | 32            | 9             | 7             | 16            | 18            | -        | -        | -        | -        | -        |
| 1988/1989 | Halifax Citadels          | AHL     | 78            | 17            | 41            | 58            | 17            | 4        | 1        | 1        | 2        | 2        |
| 1989/1990 | Halifax Citadels          | AHL     | 50            | 17            | 17            | 34            | 38            | 3        | 0        | 1        | 1        | 0        |
| 1989/1990 | Quebec Nordiques          | NHL     | 13            | 0             | 2             | 2             | 2             | -        | -        | -        | -        | -        |
| 1990/1991 | Halifax Citadels          | AHL     | 66            | 16            | 26            | 42            | 22            | -        | -        | -        | -        | -        |
| 1991/1992 | SC Rapperswil-Jona Lakers | 1. liga | 10            | 6             | 3             | 9             | 14            | -        | -        | -        | -        | -        |
| 1991/1992 | Rotterdam Panda           | 1. liga | 12            | 12            | 6             | 18            | 24            | 3        | 1        | 1        | 2        | 6        |
| 1992/1993 | Nottingham Panthers       | 1. liga | 7             | 9             | 9             | 18            | -             | -        | -        | -        | -        | -        |
| 1992/1993 | Rotterdam Panda           | 1. liga | 18            | 10            | 15            | 25            | 26            | 9        | 5        | 7        | 12       | 0        |
| 1993/1994 | Nijmegen Tigers           | 1. liga | 17            | 9             | 17            | 26            | 6             | 12       | 5        | 8        | 13       | 20       |
| 1994/1995 | Villach VSV               | 1. liga | 40            | 21            | 52            | 73            | -             | -        | -        | -        | -        | -        |
| 1995/1996 | Ratingen Lions            | 1. liga | 17            | 3             | 10            | 13            | 8             | -        | -        | -        | -        | -        |
| 1995/1996 | KAC Klagenfurt            | 1. liga | 26            | 11            | 24            | 35            | 12            | -        | -        | -        | -        | -        |
| 1996/1997 | Kapfenberger SV           | 1. liga | 41            | 13            | 16            | 29            | 45            | -        | -        | -        | -        | -        |
| 1997/1998 | Kapfenberger SV           | 1. liga | 28            | 5             | 14            | 19            | 12            | -        | -        | -        | -        | -        |
| 1998/1999 | EHC Bayreuth              | 2. liga | 44            | 22            | 24            | 46            | 18            | 12       | 8        | 10       | 18       | 8        |
| 1999/2000 | Amsterodam Tigers         | 1. liga | 16            | 6             | 9             | 15            | 26            | 11       | 3        | 8        | 11       | 8        |
| 2000/2001 | Graz 99ers                | 1. liga | 39            | 23            | 25            | 48            | 16            | -        | -        | -        | -        | -        |